# H. Bradford Westerfield
Holt Bradford Westerfield (* 7. März 1928 in Rom; † 19. Januar 2008 in Watch Hill) war ein US-amerikanischer Politikwissenschaftler.
Holt Bradford Westerfield war der Sohn von Ray Bert Westerfield, einem Ökonomieprofessor an der Yale University. Er schloss die Schule bereits im Alter von 16 Jahren ab und beendete sein Studium in Yale mit 19 Jahren. In Yale engagierte er sich in verschiedenen Studentengremien. Sein Studium des Verfassungsrechts in Harvard beendete er 1955 mit einem Ph.D. über „Foreign Policy and Party Politics: Pearl Harbor to Korea“. Anschließend lehrte er an der Harvard University und der University of Chicago und war ein Jahr lang als Stipendiat der American Political Science Association (APSA) im US-amerikanischen Kongress.
1957 wurde er Professor für internationale Beziehungen an der Yale University. Er war Gastprofessor und -forscher an Hochschulen in England, Australien und in den USA. 2001 wurde er als Inhaber der „Damon Wells Professor of International Studies“ emeritiert. Unter seinen Studenten waren unter anderen George W. Bush, Dick Cheney, John Kerry und Joseph Lieberman sowie viele politische Größen der USA über mehrere Dekaden.
Neben seinem bekanntesten Werk „The Instruments of America’s Foreign Policy“ (1963) wurde er vor allem mit einem Buch mit ausgewählten internen Papieren des Central Intelligence Agency (CIA) bekannt, dem 1995 erschienenen „Inside C.I.A.’s Private World: Declassified Articles From the Agency’s Internal Journal, 1955–92“.

## Nachweise
1. ↑  NY Times: „H. Bradford Westerfield, Influential Yale Professor, Is Dead at 79“, 27. Januar 2008

| Personendaten    | Personendaten                                   |
| ---------------- | ----------------------------------------------- |
| NAME             | Westerfield, H. Bradford                        |
| ALTERNATIVNAMEN  | Westerfield, Holt Bradford (vollständiger Name) |
| KURZBESCHREIBUNG | US-amerikanischer Politikwissenschaftler        |
| GEBURTSDATUM     | 7. März 1928                                    |
| GEBURTSORT       | Rom                                             |
| STERBEDATUM      | 19. Januar 2008                                 |
| STERBEORT        | Watch Hill                                      |